# 未來町商店街
《未來町商店街》（日语：未来町内会）是野中英次在《週刊少年Magazine》所連載的搞笑漫畫作品。

## 概要
從週刊少年Magazine2006年38號連載到2008年19號。全四集。每話標題則引用電視節目的標題或是統一微妙地改變話題。
關口太郎的出場有惡搞模仿《北斗神拳》。另外從田尻勸關口太郎做平凡的工作的台詞來看，能看到相對於野中作品中經常描述關於「在演藝界和運動界的成功」的成功故事，有一種極端的現實面和說服力（另外還加入許多搞笑面）。

## 故事簡介
2076年，位於東京未來町的的町內會長兼電器店老闆，田尻清為了活化這個小町（當初是以未來作為本作的時間點，不過整體變化和「現在」差不多，另外隔壁的那野町比較像是未來的小鎮，未來町全部則是看起來完全沒有改變。）而努力奮鬥著…。但經常到後面卻把原本正常的話題，變得非常脫線。

## 登場人物

### 田尻家
田尻 清
本作主角。有限公司田尻電器行老闆（自營業，之後會知道還另外有在當便利商店店員）。由於是個「手下零的老闆」，所以很忌妒那些打領帶的上班族。當上未來町的町內會會長，燃起想要改善町的意願。不僅是多個電器製品的發明者，也是未來町內會原創運動「田尻簍球」（是個戴竹簍踢足球的運動）的創作者，之後還會知道在海外有個「史提夫簍球」（是個戴竹簍打棒球的運動，但田尻簍球規則不一樣）的運動存在。睡覺時會戴著睡帽。
田尻 菊江
清的妻子，37歲。常會告誡老公不要對孩子講一些奇怪的事情。
田尻 春彥
清的長男，12歲。常常會對父親的行為和言行吐嘈。比起成熟卻又任性的父親，表現顯得更正常。
田尻 良江
清的長女，10歲。常忘記名字。總是用吸管在喝東西。

### 未來町居民
山崎
未來町町內會副會長。
大谷 紳二郎
町內會會員兼咖啡廳「黑色安息日」副店長。額頭有個痣是特徵。擔任像是《魁!!天兵高校》的前田一樣吐嘈角色，也是町內會內唯一正常的角色。
舟木
刑警。擔任未來町內會的簍球運動裁判。看出關口擅長格鬥。臉很像《魁!!天兵高校》的平井健。
小島 正俊
講談大學二年級學生。和關口同時進入町內會，也曾在田尻電機工作過。在田尻簍球中擔任中前鋒。
希望當搞笑藝人，但似乎比關口還要沒有搞笑天份。有著像《魁!!天兵高校》山口的搞笑髮型。另外也常被當作要當職業摔角手，和關口是談論摔角的好朋友。由於不能當搞笑藝人，於是對關口首次當漫畫家有一種嫉妒感，所以和關口聯手寫作者的話，負責構思想法。喜歡小鳥和豆腐。

### 發明物
人OS
最新型（2076年版）的作業系統。擁有人工智能來和操作者對話。設定是住在電腦裡面，而電腦的所有機能全都是由他操作（但是方法卻很生活化又令人討厭）。不知道為什麼突然出現在真實世界中。表情很恐怖，長得像《魁!!天兵高校》的竹之內豐（在野中作品中都擔任使壞角色），不過言行意外謹慎。也會有腰痛、便秘和睡覺等故障狀況。
地球暖化效應防止裝置
一名圓筒型機器人（外表和《魁!!天兵高校》的機器澤一樣且加了一個嘴巴）。設計是能從嘴邊送出冷氣（同時也會從後面排出熱氣），然後在在背後裝置送風管將熱風送到別的地方，最後透過在全世界裝置以後，能送給寒冷的西伯利亞地區暖風，是個能讓大家都感到舒適的裝置（らしい）。不過被大谷吐嘈根本是台冷氣。開發者是田尻。
舒緩煩惱機器人
留下地球暖化效應防止裝置冷氣機能並以它的外型所開發的機器人。只要按一下鈕就會走到煩惱的人旁邊，拍拍肩膀用一種朋友的語氣來安慰他。最終「只是能舒解煩惱」而不能解決煩惱。不過能夠自己判斷狀況而叫人送菜來，實際上能發揮高度機能來讓週遭大吃一驚。開發者同樣是田尻。
新型的暖氣機
和地球暖化效應防止裝置同樣外表。與其說是電器，不如說是叫人穿成像是吉祥物布偶一樣而讓人感到溫暖的東西。但人要怎麼進去則是個謎。裡面相當的熱。開發者也是田尻。
「差不多先生」
新型微波爐。在使用時，為了防止菜在不知不覺的情況下變得太燙，而有會在加熱以後又將之冷卻的機能。是一項把冷的菜放進去後，就跟沒加熱是一樣的劃時代產品。開發者還是田尻。
快速電動車
沒有排氣和噪音問題，有著令人驚奇的速度的夢幻車子。但是因為沒有聲音，於是為了讓人注意到車的問題而嘗試各式各樣的聲音出來，後來改造成選舉宣傳車來發出聲音，還讓田尻順利當選。
外型像是頭文字D的AE86。

### 救世主等人
關口太郎
從世紀末時代，藉由時間旅行而來到未來町的救世主。使用暗殺拳「關口流破壞拳」，但在這個世界完全沒用，目前在田尻電機工作中。田尻常勸他要取得電機工程執照，小島則勸他和一起當搞笑藝人，但本人卻不想當電器行老闆而成為漫畫家。那是聽了小島要他負責寫作者的話的建議所致。
髮型是爆炸頭，實際上卻是假髮。也能夠在火災時，當做水桶來使用。假髮有時候會被風吹走，頭髮也有時會因為睡覺而變得亂七八糟。裝扮和《魁!!天兵高校》四天王之一的民山次郎一樣。
原型來自《北斗神拳》的主角拳四郎。
TAKURO
被關口所殺的「Z團」首領。在回憶中登場。和舟木刑警一模一樣。
竹之內
與關口為敵的魔王。於回憶中登場。和人型作業系統一模一樣。
小野泰
在關口的敵人回憶登場。
哥哥
關口的哥哥。是瘋狂流浪漢的首領。本作中未登場。
原型來自《北斗神拳》的拉歐。

### 其他人
愛力克斯
黑人。是和棒球很像的「史提夫簍球」運動的創作者。不過為何不叫「愛力克斯簍球」，因為用日語說明太困難而作罷。
熊和貓的合體動物
田尻和小孩們一起到寵物店要買寵物，在春彥和良江想要熊或貓時，突然出現的謎之生物。身體是熊、臉卻是熊和貓的合體。，價格是二萬五千日圓。雖然像吉祥物布偶，卻看不到有人在裡面。能通人語，在被狗咬時會講日語，而被田尻親子質疑「到底是不是真正的動物」，最後似乎沒有買下。
鬼山
是一名冷酷無情的不動產商。企圖奪取未來町。長相和《魁!!天兵高校》的藤本相似。有數名部下。和町內會會長田尻是死對頭。但完全沒注意到來自己事務所修理電器，並且常會用一些類似詐欺的方法來賣電器或修理的人就是田尻。
旦夕戰士腰斬俠
戰隊英雄。實際上是在「未來動物公園」演戰隊秀的演員。紅隊長是首領、烏賊怪人角色是林田（和《魁!!天兵高校》的林田慎二郎很像）、嘍嘍A是河野孝三（有鬍子）、嘍嘍B是工讀生桑田（成員中唯一不是想當舞台劇演員而是想要到一般企業就職的人）、以及新加入的成員退稿上校大田桐、身份不明的怪人宮田、和不知何時在休息室中出現，而讓大家煩惱要怎麼處理的大猩猩。彼此間的感情很不好，因為票房不好而在戰隊秀中大膽加入家庭劇的情節反而造成高朋滿座的情形。
越中次郎
K社漫畫編輯，在少年漫畫中也是名頭號編輯。對於關口不想寫作者的話感到困惑。順便一提他讓關口連載的作者的話反而比漫畫還紅（權田所連載的《少年漫畫人》有作者的話）。多少有些不認輸的自信。
權田泰三
在K社《少年漫畫人》畫漫畫的人氣漫畫家。因為討厭寫作者的話，於是由關口和小島接收這份工作，在《少年漫畫人》有連載作品。個性相當嚴肅。
野仔英次
野中英次本人在漫畫內的分身。而在《魁!!天兵高校》單行本內所畫的「Love Nona」也在本編内重新復活登場。
齊藤
住在未來町3町目附近的平田教教祖。留有鬍子。年輕時喜歡喝酒和賭博，不過受到常常借錢的工作上的前輩長谷川的感化，而創立「平田教」。但是「平田教」為何叫「平田」，他自己也沒說明，使得真相成謎。
井上
信平田教的中學生。不但文武雙全而且容貌端正，受週遭的人所仰慕著。但是同樣也不知道週遭的人的辛苦，他對別人說的「幸福」被批評是一點說服力都沒有。他會信平田教的過程，在本作中則是真相不明。
坂井正明
被井上引誘而信平田教的同級生。成績一般。有個看起來不像是中學生的老成臉孔。內心對齊藤有所疑問，但因為自己個性懦弱不敢去問，所以常常獨自煩惱。
怪我假面
激日本摔角所屬的GWGP王者。外型會讓人想到平田教的神。

## 外部連結
- （日語） 未來町內會（《未來町商店會》官方網站）